# Andreas Müller (kolarz)
Andreas Müller (ur. 25 listopada 1979 w Berlinie) – niemiecki kolarz torowy i szosowy, reprezentujący od 2008 roku barwy Austrii, dwukrotny medalista torowych mistrzostw świata.

## Kariera
W barwach Niemiec jego największe sukcesy to pięć złotych medali mistrzostw kraju, w tym trzykrotnie w wyścigu punktowym (2001, 2002 i 2005). Po zmianie reprezentacji w 2008 roku wywalczył tytuł mistrza Austrii w scratchu, madisonie i wyścigu punktowym. Pierwszy sukces na arenie międzynarodowej osiągnął rok później, podczas mistrzostw świata w Pruszkowie, gdzie zdobył brązowy medal w scratchu, a następnie. Lepsi od reprezentanta Austrii okazali się tylko Morgan Kneisky z Francji i Ángel Darío Colla z Argentyny. Startował także na mistrzostwach świata w Kopenhadze, gdzie zajął jedenaste miejsce w wyścigu punktowym, a następnie, a rywalizację w drużynowym wyścigu na dochodzenie zakończył na siedemnastej pozycji, a następnie. Kolejny medal wywalczył na mistrzostwach świata w Mińsku w 2013 roku, gdzie był drugi w scratchu, za Irlandczykiem Martynem Irvine'em, a przed Australijczykiem Lukiem Davisonem, a następnie. Ponadto w 2014 roku wspólnie z Andreasem Grafem zdobył złoty medal w madisonie podczas mistrzostw Europy w Baie-Mahault.